# Heidesheimer Frühe
Die Heidesheimer Frühe (auch: Heidesheimer Frühaprikose) ist eine aus Rheinhessen stammende Aprikosensorte.

## Beschreibung

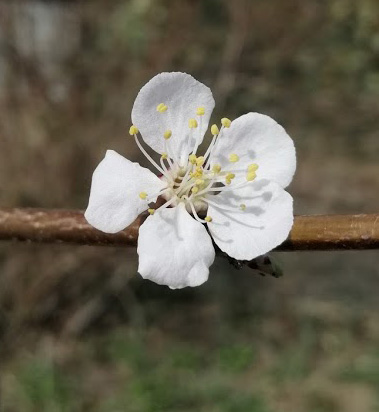
Blüte der Heidesheimer Frühaprikose

Die altbewährte Aprikosensorte ist relativ robust, wächst mittelstark bis stark. Die mittelgroße Frucht reift zwischen Anfang und Mitte Juli.
Die heute seltene Sorte befindet sich auf der Roten Liste der gefährdeten einheimischen Nutzpflanzen.